# Bay of Cádiz (comarca)
Zatoka Kadyksu (La Bahía de Cádiz) – jedna z sześciu comarek, składających się na prowincję Kadyks w Andaluzji (Hiszpania). Tworzą go gminy: Kadyks, Chiclana de la Frontera, Puerto Real, El Puerto de Santa María i San Fernando. Graniczy z Oceanem Atlantyckim oraz comarkami: Campiña de Jerez i La Janda.

## Geografia
Region bierze swoją nazwę od Zatoki Kadyksu, do której wpływają wody rzek Guadalete, Iro i Salado de Rota. Linii brzegowej towarzyszą bagna i gleby marszowe. Znaczną część regionu obejmuje Park Naturalny Zatoki Kadyksu (hiszp. Parque Natural de la Bahía de Cádiz).